# Bigi Poika
Bigi Poika (en lengua Caribe Akarani) es un ressort, en neerlandés ressort, en el que se asienta la localidad del mismo nombre, ubicado en el distrito de Para, en Surinam, entre los ríos Saramacca y Coesewijne, y habitada por caribes que se gobiernan con las formas tradicionales de la autoridad indígena. Con el capitán Charles Arumjo a la cabeza desde septiembre de 2001, quien también fuera director de la «Asociación de Líderes de Aldeas Indígenas» de Surinam.